# Gelo (canção)
"Gelo" é uma canção da banda brasileira Melim, contida no segundo EP da banda Eu feat. Você (2020). A faixa foi lançada em 20 de agosto de 2019, como primeiro single do EP. Foi composta por Rodrigo Melim, Juliano Moreira, Nano Amorim, Gabriela, Jhama e Diogo Melim, e produzida por  Us3.

## Composição e promoção
"Gelo" é uma composição de Diogo Melim, Gabi Melim, Rodrigo Melim, Jhama e Nano Amorim.
O single vem acompanhado de uma ação social. Desde sexta (16), cada uma das postagens com a #MelimGelo, feitas no Instagram ou no Tik Tok, geram uma doação de R$ 0,10, que será realizada pela banda em favor do Abrigo Luz de Escol.

## Vídeo musical
O vídeo clipe foi lançado no mesmo dia do single e gravado no Chile, e mostra a banda fazendo bonecos de neve, curtindo o frio em um chalé e claro, cantando. A direção do clipe tem a assinatura de Thiago Calviño, que já havia trabalhado com o trio em “Meu Abrigo” e “Ouvi Dizer”.

## Créditos
Créditos adaptados do Tidal.
- Diogo Melim - compositor, vocais
- Gabriela Melim - compositora, vocais
- Jhama - compositor, vocais
- Juliano Moreira - compositor, vocais
- Nano Amorim - compositor, vocais
- Rodrigo Melim - compositor, vocais
- US3 - produtor

## Prêmios e Indicações
| Ano  | Prêmio                 | Categoria     | Resultado | Ref.   |
| ---- | ---------------------- | ------------- | --------- | ------ |
| 2019 | Prêmio Contigo! Online | Música do Ano | Indicado  | [ 14 ] |

## Desempenho nas tabelas musicais
| Tabela musical (2019)           | Melhor posição |
| ------------------------------- | -------------- |
| Brasil (Brasil Hot 100 Airplay) | 49             |
| Brasil (Top 10 Pop Nacional)    | 1              |